# Médecins sans frontières
Pour les articles homonymes, voir Médecin (homonymie) et MSF.
Ne doit pas être confondu avec Médecins du monde.
Médecins sans frontières (MSF) est une organisation non gouvernementale (ONG) médicale humanitaire internationale d'origine française fondée en 1971 à Paris. Elle porte assistance à des populations dont la vie ou la santé sont menacées, en cas de conflits armés, d'épidémies, de pandémies, de catastrophes naturelles ou d'exclusion des soins. Son bureau international siège à Genève. En 2023, l’ONG était active dans plus de 70 pays avec plus de 69 000 personnes sur le terrain. Elle a reçu le prix Nobel de la paix en 1999.

## Histoire

### Les origines
Au cours de la guerre civile nigériane de 1967 à 1970, l'armée nigériane avait formé un blocus autour de la région sud-est nouvellement indépendante du pays, le Biafra. À cette époque, la France était l'un des seuls pays à soutenir les Biafrais (le Royaume-Uni, l'Union soviétique et les États-Unis se rangeaient du côté du gouvernement nigérian), et les conditions du blocus étaient inconnues du monde. Un certain nombre de médecins français se sont portés volontaires auprès de la Croix-Rouge française pour travailler dans les hôpitaux et les centres d'alimentation du Biafra assiégé. Parmi eux se trouvait Bernard Kouchner, futur cofondateur de Médecins sans frontières, qui devint plus tard un homme politique français.
Après leur entrée dans le pays, les volontaires, en plus des agents de santé et des hôpitaux du Biafra, ont été les victimes d'attaques de l'armée nigériane et ont vu des civils se faire assassiner et mourir de faim à cause de ce blocus. Les médecins ont publiquement critiqué le gouvernement nigérian et la Croix-Rouge pour leur comportement apparemment complice. Ces médecins ont conclu qu'il fallait une nouvelle organisation humanitaire qui ignorerait les frontières politiques, religieuses et donnerait la priorité au bien-être des victimes.

### 1971: la création
Le Groupe d’intervention médicale et chirurgicale en urgence (GMCU) est créé en 1971 par des médecins français qui avaient travaillé au Biafra, pour apporter leur aide et souligner l'importance des droits des victimes sur la neutralité. Dans le même temps, Raymond Borel (en), rédacteur en chef de la revue médicale française Tonus, lance un groupe appelé « Secours médical français » en réponse au cyclone de Bhola de 1970, qui a tué au moins 300 000 personnes au Pakistan oriental (désormais le Bangladesh). Raymond Borel avait l'intention de recruter des médecins pour venir en aide aux victimes des catastrophes naturelles. Le 22 décembre 1971, les deux groupes de collègues fusionnent pour former Médecins sans frontières,.
Les cofondateurs de MSF sont au nombre de treize, :
- Marcel Delcourt, médecin généraliste
- Max Récamier, oto-rhino-laryngologiste
- Gérard Pigeon, médecin-colonel de sapeurs-pompiers
- Bernard Kouchner, médecin et homme politique
- Raymond Borel (en), de la revue Tonus
- Jean Cabrol, chirurgien
- Vladan Radoman, chirurgien
- Jean-Michel Wild, chirurgien
- Pascal Greletty-Bosviel, médecin généraliste
- Jacques Bérès, chirurgien orthopédiste
- Yves-Gérard Illouz (en), chirurgien plastique
- Philippe Bernier, de la revue Tonus
- Xavier Emmanuelli
- Louis Schittly

### Années 1970-1980

#### Premières missions
Fondée dans le sillage de l'intervention de médecins français dans la petite enclave du Biafra au Nigéria, l'association effectue ensuite ses premières missions sous le nom de MSF au Bengladesh, juste après la guerre indo-pakistanaise en 1972, alors que de nombreux règlements de comptes armés opposaient les différentes factions.
Le Nicaragua a été en 1972, juste un an après la fondation, le premier pays où MSF est intervenue en son nom et non sous le couvert d'une organisation, afin de porter secours à la population après un tremblement de terre, au moment de la période de Noël, en envoyant onze médecins dans un Transall, trois jours après la mise en place d'une mission de secours par la Croix-Rouge.
Les 18 et 19 septembre 1974, l'ouragan Fifi a provoqué de graves inondations au Honduras et tué des milliers de personnes (les estimations varient). À la suite de cette catastrophe, MSF a mis en place sa première mission de secours médical à long terme.
MSF a effectué des chirurgies dans les hôpitaux de diverses villes du Liban durant neuf ans, 1976 à 1984. MSF s'est forgée pendant la guerre civile libanaise une réputation de neutralité et de volonté de travailler sous le feu. Tout au long de la guerre, MSF a soigné aussi bien les belligérants chrétiens que musulmans. En 1984, alors que la situation au Liban se détériorait davantage et que la sécurité des groupes humanitaires était réduite au minimum, MSF a retiré ses équipes du pays.

#### Le Cambodge et dissensions internes
Après l'élection de Claude Malhuret en 1978, en tant que secrétaire général du président Xavier Emmanuelli, des divergences d'opinion commencent à éclater dans l'ONG. Ils portent l'engagement politique de l'association, certains souhaitant associer le témoignage et la critique politique à la pratique de la médecine humanitaire, impliquant la professionnalisation de l’association.
Ces dissensions portent sur deux cas pratiques : premièrement sur les soins apportés, sans l'aval du comité de direction, à des détenues dans les prisons en Uruguay, au printemps 1978, peu avant la très contestée Coupe du monde 1978 en Argentine, en pleine dictature militaire. Par ailleurs, lors de l'« affaire du Cambodge », quand au printemps 1979, une partie de MSF vient au secours de boat-people et témoignent contre le régime des Khmers rouges.
Triste conséquence de la guerre entre le Cambodge et le Viêt Nam, le cargo Hai Hong, rempli de boat-people, fait la une des journaux le 10 novembre 1978. Des dizaines d'artistes et intellectuels français lancent un appel dans Le Monde pour « Un bateau pour le Vietnam », afin d'apporter une aide médicale aux réfugiés,. Sans obtenir le soutien de la majorité de MSF, une quinzaine de médecins dont Bernard Kouchner affrètent L'Île de Lumière pour secourir les boat-people en mer de Chine méridionale, avec à bord médecins, reporters et photographes. Le bateau quitte Nouméa le 1er avril 1979 et soignera près de 4 500 réfugiés pendant des mois. Cependant, cette opération indispose le président Xavier Emmanuelli, auteur d'une attaque violente dans Le Quotidien du médecin, titrée « Un bateau pour Saint-Germain-des-Prés », provoquant un premier débat à la direction de MSF dès mai 1979. Les quinze médecins présents sur le bateau fonderont Médecins du Monde, un an plus tard, en mars 1980, année où deux livres racontent l'aventure, celui de Kouchner, et celui de son comparse Philippe Bernier.
Le 15 juin 1979, Jean-Yves Follezou et deux autres médecins français témoignent de la situation sanitaire toujours catastrophique (recrudescence de paludisme, tuberculose, charbon et peste), après quatre années de dénutrition et surmenage physique (douze à quinze heures de travail par jour dans certains cas) de la population cambodgienne, en appelant à un grand mouvement de solidarité, lors une conférence de presse à Paris, avec la création d'un « Comité français d'aide médicale et sanitaire à la population cambodgienne » (CFAMSPC), présidé par Follezou, par ailleurs militant au PCF. Claude Malhuret, invité à la conférence, y signale que MSF aurait souhaité se rendre au Cambodge mais n'a pas obtenu les autorisations nécessaires. Il estime qu'on ne « peut pas soigner en fermant les yeux » sur le fait que la population fuit vers la frontière mais l'association est divisée, le trésorier Raymond Borel rétorquant que MSF « fait de l'humanitaire, pas de la politique ». Le nouveau pouvoir vietnamien au Cambodge accepte finalement le projet « Survie Cambodge » lancée par la Croix-Rouge et l'Unicef : acheminer en six mois 165 000 tonnes de secours, par la mer. Dans le camp de Khao-I-Dang, Jacques Pinel passe un mois à moderniser la gestion des stocks de médicaments de MSF, permettant de les distribuer plus vite.
Dans l'émission Les Dossiers de l'écran du 27 novembre 1979 sur le thème : « Cambodge, un peuple assassiné », le député Alain Madelin, rentré le matin du Cambodge, déclare avoir vu des camions de riz prendre la direction du Vietnam et se demande pourquoi Heng Samrin, homme politique cambodgien, ex-commandant de division khmer rouge enfui au Viêt Nam en 1978 pour échapper aux purges, affirme n'avoir reçu que 4 039 tonnes d'aide occidentale alors que plus de vingt mille ont déjà été débarquées. Claude Malhuret est également cité dans le compte-rendu dans Le Monde, pour avoir interpellé brutalement le docteur Follezou, président du CFAMSPC, qui avait évoqué l'espoir d'une « renaissance » permise par l'aide, en lui demandant pourquoi les Cambodgiens pro-vietnamiens interdisent aux médecins qui ne sont pas « dans la ligne » de venir soigner les Khmers ?,. Ce numéro des Dossiers de l'écran sera inclus dans leur chronologie des « Idées en France » par l'historienne Anne Simonin et la sociologue Hélène Clastres.
La polémique continue le lendemain dans Tonus, journal dirigé par Alain Dubos, qui sera huit ans vice-président de MSF. Ce dernier compare les propos du docteur Follezou lors de l'émission à ceux de Darquier de Pellepoix niant l'existence des chambres à gaz pendant la Seconde Guerre mondiale. L'article traite de « gros crapaud répugnant, ricanant et bavant sur quatre à cinq millions de cadavres » le journaliste Wilfred Burchett auteur de nombreux livres sur la guerre d'Indochine et la guerre du Vietnam, qui avait condamné les Khmers rouges dès 1978 après avoir visité les camps de réfugiés et soutenu l'invasion vietnamienne. S'ensuit un procès en diffamation, dans lequel Alain Madelin s'implique aux côtés de MSF, couvert par les quotidiens nationaux et perdu un an plus tard par le docteur Follezou.
Juste après l'émission, le député Jean-Pierre Pierre-Bloch propose à Rony Brauman et Claude Malhuret une « marche pour la survie du Cambodge » à la frontière avec la Thaïlande, où entre novembre et décembre MSF double son nombre de médecins, pour réclamer son ouverture à un convoi terrestre MSF. L'initiative séduit le 12 décembre le comité de direction de MSF, pour qui le succès de L'Île de Lumière, bateau de Bernard Kouchner s'est fait au prix de conditions exorbitantes posées par le Cambodge. Toute la presse reprend le 20 décembre un appel à cette marche, qui a lieu le 5 février 1980 avec l'ONG Action contre la faim. Cependant, MSF échoue à faire entrer ses 20 camions de riz et de médicaments, qui doivent faire demi-tour et rejoindre les camps en Thaïlande. Huit jours après, le 13 février, le docteur Follezou, de retour du Cambodge, informe que les besoins de première urgence ont été « couverts par la communauté internationale » via quatre avions chargés de 47 tonnes de médicaments, 27 tonnes de matériel médico-chirurgical et 79 tonnes d'aliments pour enfants. Une tribune de Jean-Marc Dumas et Jean-Christophe Rufin, dans Libération dénonce dans cette marche une opération pilotée par des hauts-fonctionnaires américains via un des participants, l'International Rescue Committee et appelle à la démission de la direction de MSF.
Le 28 mars 1980 lieu a l'assemblée générale des trois mille adhérents de MSF, qui voient une fronde majeure contre Claude Malhuret et Xavier Emmanuelli, au sujet de cette « marche pour la survie du Cambodge », notamment des délégations de Marseille, Toulouse et Bordeaux. La direction est accusée de ne pas consulter les adhérents, de jouer avec les médias, contre son image d'intégrité et d'avoir réalisé une opération « noyautée et inspirée par Washington ». Finalement, Jean-Marc Dumas et Jean-Christophe Rufin changent d'avis, Claude Malhuret et Xavier Emmanuelli parviennent à garder de justesse le pouvoir en confiant la direction à un ami de Claude Malhuret, à qui ils avaient confié une mission de collecter des procurations en province dès le printemps 1979. Mais une partie des adhérents partent à Médecins du Monde. Plus tard, lorsque le Vietnam se retirera du Cambodge en 1989, MSF lancera des missions de secours pour aider les survivants des massacres et reconstruire le système de santé du pays.

#### Le développement de MSF
En 1982, Claude Malhuret et Rony Brauman, devenu président de l'organisation en 1982, ont accru l'indépendance financière de l'organisation en introduisant la collecte de fonds par courrier pour mieux collecter les dons. Les années 1980 marquent pour MSF une décennie d’internationalisation puisque sont successivement créées des sections opérationnelles après la France (1971) vient la Belgique (1980), la Suisse (1981), les Pays-Bas (1984) et l’Espagne (1986). MSF-Luxembourg a été la première section de soutien, créée en 1986. Ces années ont également été les années de professionnalisation notamment dans le domaine de la logistique, sous l’impulsion de Jacques Pinel. Les premiers kits font alors leur apparition, avec les protocoles et les listes de médicaments essentiels. Médecins sans frontières France crée sa centrale d'approvisionnement, MSF Logistique basé à Narbonne puis à Lézignan-Corbières.
En décembre 1979, après l'invasion de l'Afghanistan par l'armée soviétique, des missions sur le terrain ont été immédiatement mises en place pour fournir une aide médicale aux moudjahidines, et en février 1980, MSF dénonce publiquement les Khmers rouges.
En 1984, MSF ouvre des programmes médicaux au Nord de l’Éthiopie en proie à une famine de grande ampleur qui suscite une mobilisation planétaire et un déferlement de l’aide. Au début de l'année suivante, MSF créé la fondation Liberté sans frontières, présidée par l'ancien président de MSF, le futur député et sénateur giscardien Claude Malhuret, qui entre au gouvernement début 1986.
L'aide étant en partie détournée par le régime éthiopien et utilisée pour transférer de force des populations des hauts-plateaux arides et rebelles du Nord vers les plaines plus fertiles et plus contrôlables du Sud du pays. À plusieurs reprises, les équipes MSF se voient interdire de soigner certaines catégories de populations, de distribuer des couvertures et sont témoins des rafles opérées par l’armée éthiopienne parmi la population des camps. En octobre 1985, après avoir essuyé plusieurs refus d’autorisation pour l’ouverture d’un centre de nutrition thérapeutique à Kelala, qui aurait évité la mort de plusieurs milliers d’enfants, MSF France dénonce publiquement ce refus, l’utilisation de l’aide internationale pour les transferts forcés de population et les conditions désastreuses dans lesquelles se déroulent ces transferts. MSF est expulséedu pays en 1985.
En 1986, MSF crée Épicentre, entité spécialisée dans l’expertise épidémiologique aux opérations de MSF sur le terrain. Les projets de recherche menés par Epicentre ont pour objectif de faire des recommandations médicales appropriées ou d’analyser des programmes mis en œuvre.
Pendant la guerre d'indépendance du Sud Soudan qui amène des épisodes de famine, le 21 décembre 1989, alors que MSF agit dans le cadre de l'Opération Lifeline Sudan des Nations-Unies, MSF est victime d'un attentat au Soudan, à Aweil, à la limite du futur Soudan du Sud (Attentat d’Aweil contre Médecins sans frontières). Quatre personnes sont tuées par un missile au décollage d'un avion, dont Yvon Feliot, le pilote appartenant à l'association Aviation sans frontières, Laurent Fernet, un logisticien de MSF, Jean-Paul Bescond, docteur, et Frazer Ariyaba, un technicien soudanais du Programme alimentaire mondial de l'ONU. C'est la première fois que des volontaires de MSF sont délibérément pris pour cible. MSF quitte  le Soudan en janvier 1990,.

### Les années 1990-2000

#### Le mouvement continue de s'élargir
Le début des années 1990 a vu la création de la majorité des sections de soutien : MSF-Grèce (1990), MSF-USA (1990), MSF-Canada (1991), MSF-Japon (1992), MSF-Royaume-Uni (1993), MSF-Italie (1993), MSF-Australie (1994), ainsi que l'Allemagne, l'Autriche, le Danemark, la Suède, la Norvège et Hong Kong.
En parallèle, MSF met en place des missions dans des endroits où la situation est très dangereuse. En 1990, MSF est entrée pour la première fois au Liberia pour aider les civils et les réfugiés touchés par la guerre civile libérienne. MSF fournit à la population des soins de santé de base et des vaccinations de masse. L’ONG dénonce également les attaques contre les hôpitaux et les stations d'alimentation, en particulier à Monrovia. En 1991, des missions sont mises en place pour apporter une aide aux réfugiés kurdes qui ont survécu à la campagne al-Anfal, pour laquelle des preuves d'atrocités ont été recueillies.

#### Somalie
1991 a également vu le début de la guerre civile en Somalie, durant laquelle MSF a mis en place des missions sur le terrain en 1992 aux côtés d'une mission de maintien de la paix de l'ONU. Même si les opérations des Nations unies ont avorté en 1993, les équipes de MSF ont continué leur travail de secours en gérant des cliniques et des hôpitaux pour les civils.

#### Srebrenica
MSF a commencé à travailler à Srebrenica (en Bosnie-Herzégovine) dans le cadre d'un convoi de l'ONU en 1993, un an après le début de la guerre de Bosnie. MSF est la seule organisation à fournir des soins médicaux aux civils encerclés et, à ce titre, n'a pas dénoncé le massacre de peur d'être expulsée du pays, elle a cependant dénoncé le manque d'accès pour d'autres organisations. En 1995, les dirigeants serbes décident d'en finir avec l'enclave bosniaque. La ville est encerclée par l'armée de la république serbe de Bosnie, l’accès des convois alimentaire, du personnel humanitaire, ainsi que la relève des soldats de la Force de protection des Nations unies sont bloqués. L'offensive est lancée le 6 juillet et se solde par le massacre de 8 000 personnes et la déportation de 40 000 civils bosniaques.

#### Rwanda
Lorsque le génocide des Tutsis au Rwanda a commencé en avril 1994, une mission chirurgicale d'urgence conjointe MSF - Comité international de la Croix-Rouge (CICR) est partie depuis Bujumbura au Burundi pour rejoindre Kigali, la capitale rwandaise. Les deux groupes ont réussi à maintenir tous les principaux hôpitaux de la capitale du Rwanda opérationnels pendant toute la période principale du génocide. Pendant des mois, MSF va continuer son action au Rwanda. Les équipes médicales sont confrontées quotidiennement à des violences extrêmes et réalisent que ces tueries sont en fait l'extermination programmée de tout un groupe. Pour la seule fois de son histoire, le 18 juin 1994, MSF demande publiquement une intervention armée en rappelant une vérité toute simple : « on n'arrête pas un génocide avec des médecins ». L'opération Turquoise de l'armée française est lancée le 22 juin 1994 avec l'autorisation de l'ONU. Cette intervention a entraîné directement ou indirectement des mouvements de centaines de milliers de réfugiés rwandais vers le Zaïre et la Tanzanie dans ce qui est devenu la crise des réfugiés des Grands Lacs. MSF, ainsi que plusieurs autres organisations humanitaires, ont dû quitter le pays en 1995.

#### Lutte contre les maladies infectieuses
En 1995, MSF s'associe à la relance de la lutte contre les maladies infectieuses. Ainsi, au début de l'année 1996, MSF mène dans des États du nord du Nigeria une campagne de vaccination lors de laquelle trois millions de personnes sont vaccinées. Elle s’implique aussi sur le terrain dans des programmes de lutte contre le paludisme ou la maladie du sommeil dans un contexte marqué par une recrudescence de flambées de maladies infectieuses et une panne de la recherche sur le traitement des maladies tropicales et à celui de la tuberculose, qui la conduira à créer la fondation DNDI (Drugs for Neglected Diseases Initiative ou initiative Médicaments contre les Maladies Négligées) en 2003.

#### Prix Nobel de la paix
En 1999, MSF obtient le prix Nobel de la paix,,. Son président international prononce un discours devant le Comité Nobel qui détaille la conception de l'humanitaire que défend MSF et appelle à l'arrêt des bombardements de Grozny, la capitale tchétchène pilonnée à l’époque par l’aviation russe, et inaugure la création de la campagne d’accès aux médicaments essentiels (CAME) lancée par MSF avec la dotation du Nobel.

#### Le tsunami de 2004
Le 26 décembre 2004, un tsunami frappe les régions littorales du Sud-Est de l'Asie. Quelques jours plus tard, les équipes MSF arrivent sur place et commencent à travailler auprès des secours locaux dans les pays les plus touchés. Plus de 200 volontaires sont déployés au Sri Lanka, en Indonésie et mènent des interventions ponctuelles en Thaïlande, en Malaisie et en Inde. Les besoins médicaux se sont rapidement avérés limités dans l'ensemble des pays affectés par le tsunami et le 4 janvier 2005, MSF décide de suspendre sa collecte de dons pour l'Asie.

### Années 2010
MSF a reçu le prix Lasker-Bloomberg pour le bien public en 2015 de la fondation Lasker, basée à New York. Ce prix a récompensé l'ONG pour ses « initiatives audacieuses » contre l'épidémie d'Ebola en Afrique de l'Ouest.
En 2015, en Afghanistan, trente personnes — dont treize membres du personnel de MSF et dix patients parmi lesquels trois enfants — ont été tuées dans le bombardement du centre de soins de MSF à Kondôz par l'US Air Force. MSF a demandé une enquête internationale indépendante.
En juin 2016, Jérôme Oberreit, secrétaire général international de l'organisation, annonce le refus de MSF de recevoir des fonds européens. Cette décision vient en protestation contre les politiques européennes adoptées en matière de contrôle migratoire, et notamment contre l'accord signé avec Ankara, prévoyant le maintien ou le renvoi de demandeurs d'asile syriens vers la Turquie.
En décembre 2016, le Financial Times évoque des accusations de Frontex, l'agence européenne responsable de la coordination des activités des garde-frontières dans le maintien de la sécurité des frontières de l'Union avec les États non-membres, portées à l’encontre d’ONG, dont MSF, pour collusion avec les passeurs migrants en Méditerranée. Un rapport confidentiel indiquerait que des migrants avaient reçu « des indications claires avant le départ sur la direction précise à suivre pour atteindre les bateaux des ONG ». Mais Frontex elle-même dément. MSF récuse ses accusations et affirme refuser catégoriquement de travailler avec des passeurs. En août 2017, c'est la justice italienne qui soupçonne MSF d’avoir joué un rôle dans la récupération illégale des migrants près de la Libye et les opérations de secours en mer auxquelles l’organisation participent sont systématiquement entravées, à l’image de la mise sous séquestre de l’Aquarius par la justice italienne en novembre 2019. MSF aurait notamment étroitement collaboré avec les passeurs au cours d’opérations conduites par l’équipage du VOS Prudence. L'ONG a refusé de signer un code de déontologie proposé par Rome pour bannir ces pratiques.
En juin 2018, d'anciennes employées de MSF témoignent à visage couvert que, en Afrique, certains de leurs collègues ont eu recours à des prostituées.

### Années 2020

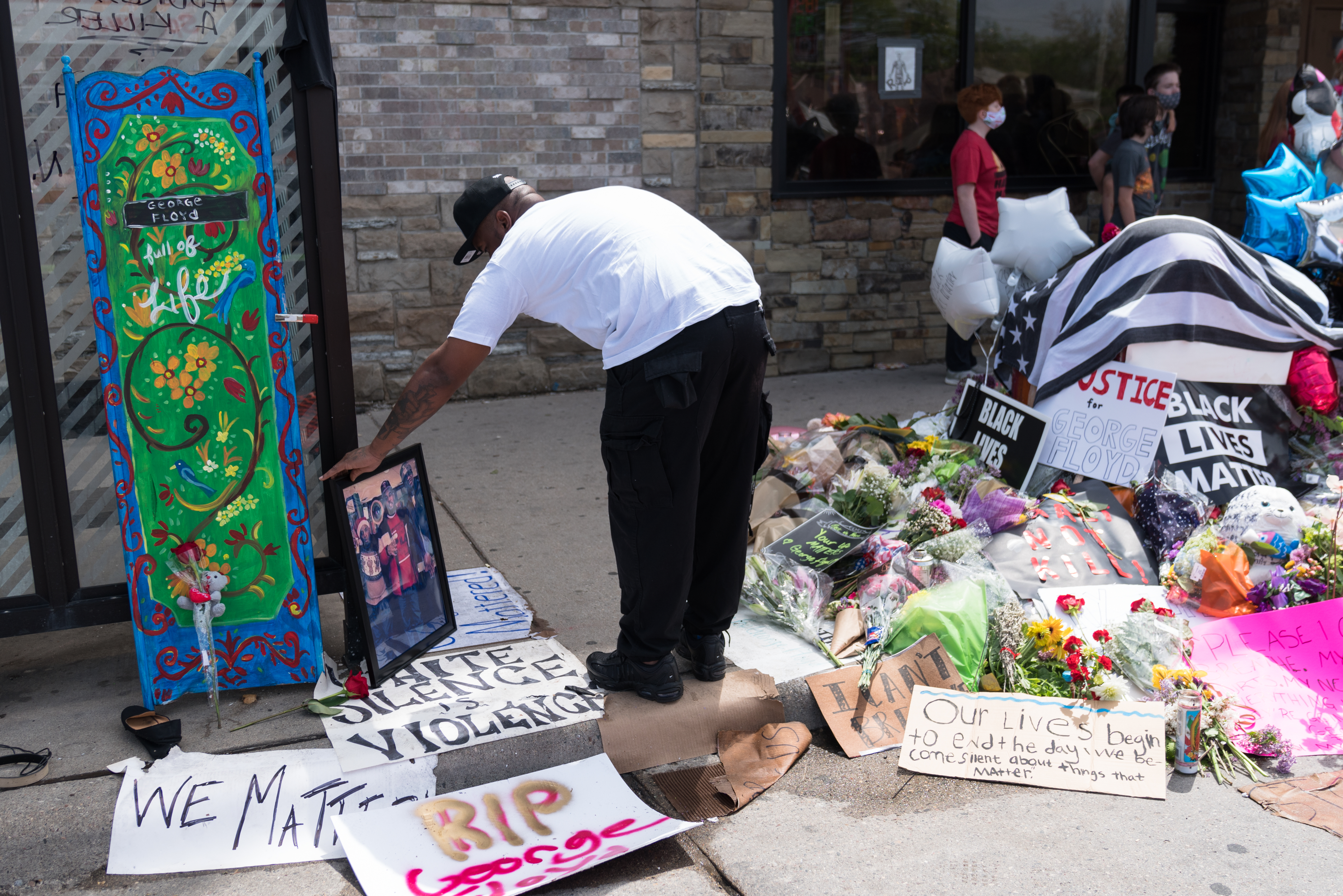
Mémorial pour George Floyd.

Le 12 mai 2020, des hommes armés attaquent la maternité de Dasht-e-Barchi à Kaboul, en Afghanistan. MSF a ouvert en 2014 un service de soins obstétricaux et néonatals dans la ville. Lors de cette attaque, 24 personnes dont 15 femmes et une sage-femme sont tuées, 20 autres personnes sont blessées. L'ONG considère qu'elle ne peut plus garantir la sécurité de son personnel et décide de fermer sa maternité à Kaboul.
En juin 2020, le meurtre de George Floyd et les protestations qui s'ensuivent provoquent des débats internes sur le racisme au sein de l'organisation, menant à une lettre interne signée par 1 000 employés et ex-employés. Révélée par le journal The Guardian, la lettre condamne un « racisme institutionnel » au sein de l'organisation, qui « renforcer[ait] dans son travail humanitaire le colonialisme et la suprématie blanche » en développant des programmes menés par des personnes issues d’une « minorité blanche privilégiée ». Elle appelle à une enquête indépendante pour démanteler « des décennies de pouvoir et de paternalisme ». Parmi les signataires se trouvent les présidents des conseils d’administration de MSF au Royaume-Uni et en Afrique australe, et le directeur général de MSF en Allemagne. Le président international de MSF Christos Christou affirme voir cette lettre comme une « opportunité » et un « catalyseur » pour accélérer les changements déjà prévus dans l’organisation de l’ONG. Ces changements seraient le déplacement du pouvoir de décision de l'Europe, où sont situés cinq des six centres opérationnels, vers le reste du monde, l'implication des patients et des communautés dans les décisions sur les interventions, et des changements dans la politique de ressources humaines, qui défavoriserait les employés nationaux par rapport aux employés internationaux. Dans un communiqué interne du 23 juin révélé par The New Humanitarian, Christos Christou et un membre du conseil d’administration international reconnaissent que l’ONG « a failli auprès des gens de couleur, autant auprès des salariés que des patients » et « échoué à s’attaquer au racisme institutionnel ».

#### Ukraine
Dès le début de l'invasion de l'Ukraine par la Russie en 2022, MSF se mobilise en Ukraine et dans les pays limitrophes pour apporter une assistance médicale aux personnes victimes ou réfugiées de guerre,,.

#### Stream for Humanity
Le streameur AmineMaTue organise Stream For Humanity, un évènement caritatif visant à récolter des fonds pour les missions de MSF au Liban, en Palestine, en république démocratique du Congo et au Soudan, sur Twitch du 17 au 19 janvier 2025 avec la participation de 30 streameurs (dont AmineMaTue et quatre streameurs en distanciel).
L'évènement récolte près de 3,5 millions d'euros et se clôture par un match caritatif avec certains streameurs, sportifs professionnels et artistes comme les champions du monde Gerard Piqué et Adil Rami ou les rappeurs SDM et Naza au stade Jean-Bouin.

## Principales zones d'intervention

### Afrique
MSF est active dans un grand nombre de pays africains depuis des décennies. Même si elle a constamment tenté d'accroître la couverture médiatique de la situation en Afrique pour faire augmenter le soutien international, des missions sur le terrain à long terme sont toujours nécessaires. Traiter et éduquer la population sur le VIH/sida en Afrique subsaharienne, qui voit le plus de décès et de cas de la maladie dans le monde, est une tâche majeure pour MSF. Sur les 25,7 millions de personnes atteintes du VIH dans le continent africain, l'OMS a estimé que 15,3 millions de personnes bénéficiaient d'un traitement antirétroviral.
Lors de l'épidémie d'Ebola en Afrique de l'Ouest en 2014, MSF a répondu à de sérieuses demandes médicales par ses propres moyens, après que les alertes précoces de l'organisation aient été ignorées. En 2014, MSF s'est associé à l'opérateur satellite SES, à d'autres ONG comme Archemed, à la Fondation Follereau, à Friendship Luxembourg et à German Doctors, et au gouvernement luxembourgeois dans la phase pilote de SATMED, un projet visant à utiliser la technologie haut débit par satellite pour apporter la cybersanté et la télémédecine dans des zones isolées des pays en développement. SATMED a d'abord été déployé en Sierra Leone pour soutenir la lutte contre l’Ebola.

#### République démocratique du Congo
MSF est active dans la région du Congo depuis 1985, mais la première et la deuxième guerre du Congo ont accru la violence et l'instabilité dans la région. MSF travaille en république démocratique du Congo pour fournir des soins et de la nourriture à des dizaines de milliers de civils déplacés, ainsi que pour soigner les survivants de viols de masse et combats généralisés. Le traitement et la vaccination éventuelle contre des maladies telles que le choléra, la rougeole, la polio, la fièvre de Marburg, la maladie du sommeil, le VIH/sida et la peste bubonique sont également importants pour prévenir ou ralentir les épidémies.

#### République centrafricaine
MSF est présente depuis 1997 dans le pays. Bien que la troisième guerre civile centrafricaine soit terminée avec un accord de cessation des hostilités, des conflits issus de la rivalité entre les milices de la Seleka et les milices anti-balaka continuent d’affecter fortement le pays. Le quotidien des populations centrafricaines reste marqué par la violence et le dénuement, avec de nombreuses personnes toujours déplacées. En 2018, MSF comptait 2 829 effectifs dans le pays. Ses équipes offrent une prise en charge d’urgence aux personnes affectées par des violences ou des épidémies, des soins de santé maternelle et infantile et des programmes de lutte contre le VIH/sida.

### Cambodge
En raison de longues décennies de guerre, un système de soins de santé adéquat dans le pays manquait cruellement et MSF a commencé à y intervenir en 1989. Le Cambodge est l'un des pays les plus touchés par le VIH/sida en Asie du Sud-Est. En 2001, MSF a commencé à introduire gratuitement un traitement antirétroviral pour les patients atteints du sida. L’association a également fourni une aide humanitaire en périodes de catastrophes naturelles et d’épidémies.
Le Cambodge est l'un des 30 pays répertoriés par l'OMS comme ayant un lourd fardeau de tuberculose. Par conséquent, MSF a dédié une partie de ses opérations en Cambodge à lutter contre cette maladie. Cependant, en l’actualité les projets de MSF au Cambodge sont axés sur la lutte contre l'hépatite C et le paludisme.

### Haïti
MSF travaille en Haïti depuis 1991, mais depuis que le président Jean-Bertrand Aristide a été chassé du pouvoir le pays a connu une forte augmentation des attaques civiles et des viols par des groupes armés. En plus de fournir un soutien chirurgical et psychologique dans les hôpitaux existants - offrant la seule chirurgie gratuite disponible à Port-au-Prince - des missions de terrain ont été mises en place pour reconstruire les systèmes de gestion de l'eau et des déchets et soigner les survivants des grandes inondations causées par l'ouragan Jeanne ; les patients atteints du VIH/sida et du paludisme, qui sont tous deux répandus dans le pays, bénéficient également d'un meilleur traitement et d'un meilleur suivi. À la suite du tremblement de terre du 12 janvier 2010 en Haïti, des rapports en provenance d'Haïti ont indiqué que les trois hôpitaux de l'organisation avaient été gravement endommagés; l'un s’est effondré complètement et les deux autres ont dû être abandonnés. À la suite du séisme, MSF a envoyé des avions chargés de matériel médical et un hôpital de campagne pour aider à soigner les victimes.

### Libye
La guerre civile libyenne de 2011 a incité MSF à mettre en place un hôpital et des services de santé mentale pour aider les habitants touchés par le conflit. Avec les combats, de nombreux patients ont eu des besoins chirurgicaux. Alors que certaines parties du pays se stabilisent peu à peu, MSF a commencé à travailler avec le personnel de santé local pour répondre aux besoins. La demande de conseils psychologiques a augmenté et MSF a mis en place des services de santé mentale pour faire face aux craintes et au stress des personnes vivant dans des tentes sans eau ni électricité.

### Mer Méditerranée
MSF participe à des opérations de recherche et sauvetage (SAR) en mer Méditerranée pour venir en aide aux migrants qui tentent de la traverser. Ces interventions ont débuté en 2015 à la suite d'une décision de l'UE de mettre fin à son importante opération de SAR Mare Nostrum, ce qui a considérablement réduit les actions de SAR indispensables en Méditerranée. MSF a lancé des opérations avec ses propres navires, comme le Bourbon Argos(2015-2016), le Dignity I(2015-2016) et le Prudence (2016-2017). En août 2017, MSF a décidé de suspendre ses activités avec le Prudence pour protester contre les restrictions et les menaces des garde-côtes libyens.
MSF a également fourni des équipes médicales pour soutenir d'autres ONG et leurs navires comme le MOAS Phoenix (2015) ou l'Aquarius avec SOS Méditerranée (2017-2018) et le Sea-Watch 4 (en 2020) avec Sea-Watch. En décembre 2018, MSF et SOS Méditerranée ont été contraints de mettre fin aux opérations de l'Aquarius, à la suite des attaques des États de l'UE qui ont privé le navire de son immatriculation et ont formulé des accusations criminelles contre MSF.
En août 2017, Médecins sans frontières, tout comme Jugend Rettet, a refusé de signer le code de conduite pour les ONG proposé par le gouvernement italien, lequel impose entre autres la présence à bord de policiers armés,. L'organisation Frontex (Agence européenne pour la gestion de la coopération opérationnelle aux frontières extérieures) a critiqué le comportement des ONG sur les côtes libyennes et leur a reproché leur réticence à coopérer avec les organisations officielles.
En mars 2021, des responsables de Save the Children, Médecins sans frontières et Jugend Rettet sont accusés d’avoir facilité le trafic de migrants, notamment en communiquant avec les trafiquants, accusations formellement contestées par ces ONG,.

### Yémen
MSF intervient pour répondre à la crise humanitaire provoquée par la guerre civile au Yémen. L'organisation gère et/ou soutien des hôpitaux et centres de santé au Yémen. Selon MSF, depuis octobre 2015, quatre de ses hôpitaux et une ambulance ont été détruits par les frappes aériennes de la coalition dirigée par l'Arabie saoudite. En août 2016, une frappe aérienne sur l'hôpital de la ville d'Abs a tué 19 personnes, dont un membre du personnel MSF, et en a blessé 24. Selon MSF, les coordonnées GPS de l'hôpital avaient été partagées à plusieurs reprises avec toutes les parties du conflit, y compris la coalition dirigée par l'Arabie saoudite, et son emplacement était bien connu.

## La charte
La « charte de MSF » rappelle que les interventions se font au nom de l'éthique médicale universelle et ne permet aucune discrimination de race, de religion, de philosophie ou de politique. Son auteur est Philippe Bernier.
Tous les « Médecins sans frontières » doivent adhérer aux principes suivants :

« Les Médecins sans frontières apportent leurs secours aux populations en détresse, aux victimes de catastrophes d'origine naturelle ou humaine, de situation de belligérance, sans aucune discrimination de race, de religion, de philosophie ou de politique.

Œuvrant dans la neutralité et en toute impartialité, les MSF revendiquent, au nom de l’éthique médicale universelle et du droit à l’assistance humanitaire, la liberté pleine et entière de l'exercice de leur fonction.

Ils s’engagent à respecter les principes déontologiques de leur profession et à maintenir une totale indépendance à l'égard du pouvoir, ainsi que de toute force politique, économique ou religieuse.

Volontaires, ils mesurent les risques et les périls des missions qu’ils accomplissent et ne réclameront, pour eux ou leurs ayants droit, aucune compensation autre que celles que l’association sera en mesure de leur fournir. »

## Organisation interne
Le mouvement international MSF compte 25 associations indépendantes implantées dans autant de pays (Allemagne, Liban, Afrique du Sud, Argentine, Australie, Autriche, Belgique, Brésil, Canada, Chine (Hong Kong), Danemark, Émirats arabes unis, Espagne, États-Unis, France, Grèce, Italie, Japon, Luxembourg, Norvège, Pays-Bas, Royaume-Uni, Suède, et Suisse) réunies autour d'une seule et même charte. Sur ces 25 associations, cinq sont dites opérationnelles, c'est-à-dire chargées d'opérations humanitaires sur le terrain. Celles-ci sont :
- MSF OCB (centre opérationnel de Bruxelles), basée à Ixelles (Bruxelles) ;
- MSF OCBA (centre opérationnel de Barcelone), basée à Barcelone ;
- MSF OCP (centre opérationnel de Paris), basée à Paris ;
- MSF OCA (centre opérationnel de Amsterdam), basée à Amsterdam ;
- MSF OCG (centre opérationnel de Genève), basée à Genève.

| OCA (centre opérationnel d'Amsterdam)           | Section Canada Section Hollande Section Allemagne Section Royaume-Uni                                                                                     |
| OCBA (centre opérationnel de Barcelone Athènes) | Section Grèce Section Espagne Section Afrique de l'Est Section Amérique Latine                                                                            |
| OCB (centre opérationnel de Bruxelles )         | Section Suède Section Norvège Section Hong-Kong Section Afrique du Sud Section Italie Section Brésil Section Belgique Section Danemark Section Luxembourg |
| OCP (centre opérationnel de Paris)              | Section Japon Section France Section Australie Section États-Unis                                                                                         |
| OCG (centre opérationnel de Genève)             | Section Suisse Section Autriche |

Toutes les sections sont actives au niveau des campagnes de sensibilisation, recrutement et suivi des expatriés, et de mobilisations de fonds. Les sections non opérationnelles font partie à part entière d'un des cinq centres opérationnels.
Un Bureau international situé à Genève se charge de la coordination de l'action entre les différentes sections. Sur le terrain, une coordination inter-section plus informelle assure la cohérence des opérations. À titre d'exemple, les cinq sections opérationnelles de MSF sont présentes en république démocratique du Congo au cours de la Deuxième guerre, mais sur des projets différents quant à leur localisation, leurs actions dans la durée (des situations d'urgence au support au système de santé) ou leur nature (urgence, Sida, campagnes de vaccination, support au système de santé…).
En France, des « antennes régionales », animées par des bénévoles, participent aux activités d'information et de communication de l'association ainsi qu'à l'accueil et au recrutement des nouveaux volontaires au départ en mission.

## Chiffres
| | 2013                   | 2014                   | 2015                   | 2016                   | 2017                   | 2018                   | 2019                   |
| Ressources de MSF France (Ressources privées issues de la recherche de fonds, ressources institutionnelles et autres ressources) | 230,1 millions d'euros | 283,3 millions d'euros | 353,1 millions d'euros | 367,6 millions d'euros | 399,6 millions d'euros | 403,3 millions d'euros | 414,4 millions d'euros |
| Dépenses de MSF FRANCE (Dépenses de mission sociale, frais de recherche de fonds, frais de fonctionnement)                       | 232,7 millions d'euros | 251,3 millions d'euros | 319,1 millions d'euros | 368,6 millions d'euros | 393,5 millions d'euros | 410,4 millions d'euros | 409,2 millions d'euros |

|                             | 2013                                               | 2014                                                          | 2015                                                          | 2016                                                          | 2017                                                        | 2018                                                        | 2019                                                          |
| --------------------------- | -------------------------------------------------- | ------------------------------------------------------------- | ------------------------------------------------------------- | ------------------------------------------------------------- | ----------------------------------------------------------- | ----------------------------------------------------------- | ------------------------------------------------------------- |
| Ressources du mouvement MSF | 915 millions d'euros (dont 89,2 % d'origine privée | 1 milliard 165 millions d'euros (dont 89,2% d'origine privée) | 1 milliard 349 millions d'euros (dont 92,3% d'origine privée) | 1 milliard 462 millions d'euros (dont 94,9% d'origine privée) | 1 milliard 501 millions d'euros (dont 96% d'origine privée) | 1 milliard 482 millions d'euros (dont 95% d'origine privée) | 1 milliard 612 millions d'euros (dont 96,2% d'origine privée) |

## Préjudices à des membres de MSF

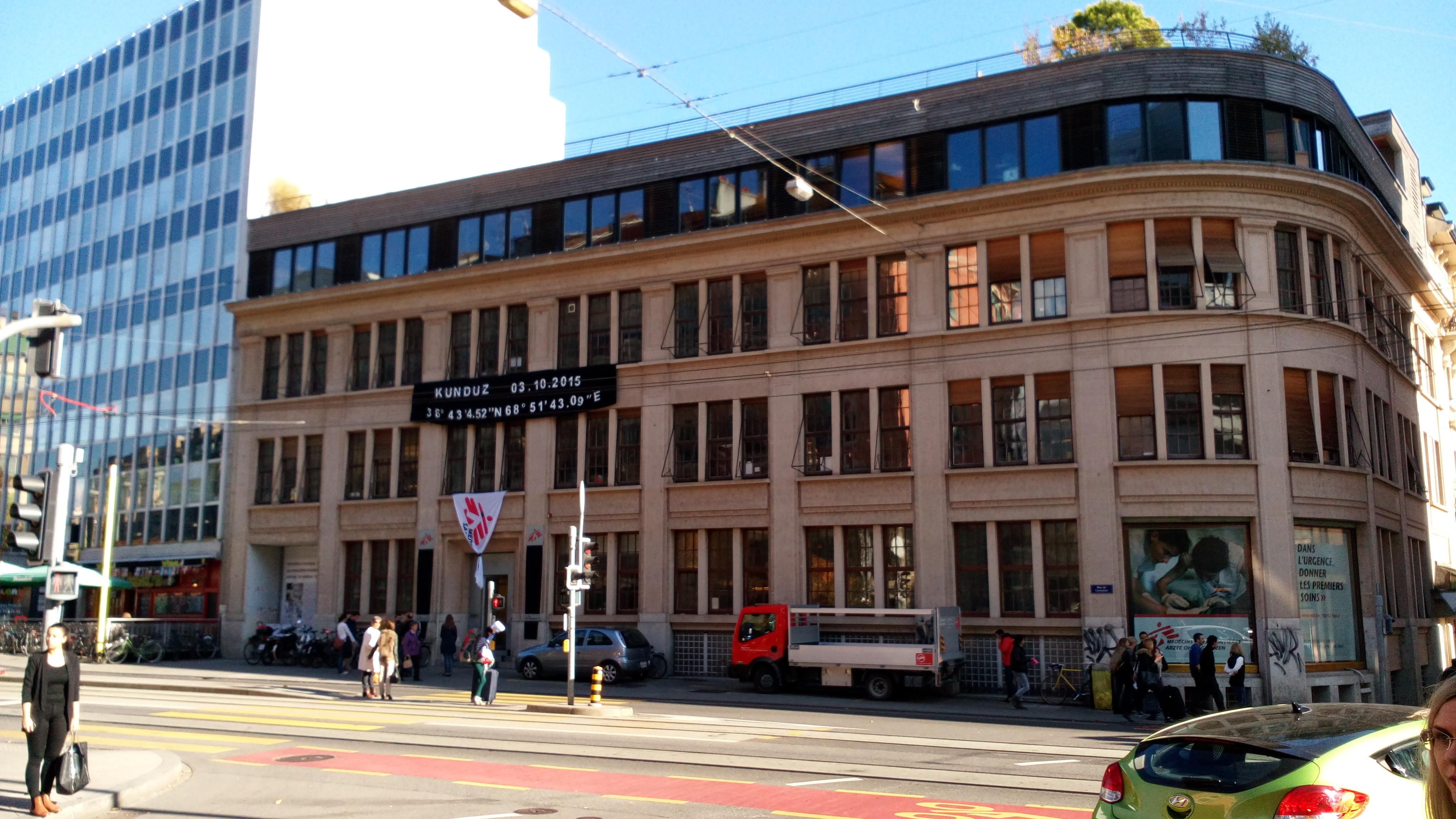
Vue des bureaux de MSF à Genève en novembre 2015, avec une banderole noire rappelant le bombardement de l'hôpital de Kunduz. Le drapeau MSF est noué de crêpe noir.

À diverses reprises des membres du personnel et/ou les installations de MSF ont été l'objet d'actions hostiles : vols, braquages et enlèvements. Certains de ces épisodes ont été relayés dans les médias :
- le 24 janvier 1987, six femmes et quatre hommes de MSF sont enlevés[119] par le Mouvement National Somalien dans le camp de refugiés Ethiopiens de Tog Wajale. Ils seront libérés le 7 février ;
- pendant la nuit du 27 au 28 avril 1990, Frédéric Galland, logisticien MSF, est abattu dans l'hôpital où il travaillait à Pallamdra en Afghanistan par quatre hommes masqués, ce qui entraîne le retrait de MSF d'Afghanistan pendant 2 ans ;
- le 2 juillet 1997, Christophe André, un gestionnaire administratif effectuant sa première mission humanitaire, a été enlevé à Nazran ville de la  république d'Ingouchie (Caucase). Après 4 mois de détention, il échappe à ses ravisseurs[120],[121] ;
- le 11 juin 2007, Elsa Serfass, 26 ans logisticienne française de MSF est abattue dans son véhicule près de Paoua en République centrafricaine dans une embuscade tendue par des rebelles de l'armée populaire pour la restauration de la démocratie[122] ;
- le 28 janvier 2008, une voiture transportant des volontaires de MSF est détruite par un engin explosif improvisé sur une route de Kismaayo en Somalie. Trois passagers sont tués : Damien Lehalle, 27 ans, logisticien français; Victor Okumu, chirurgien; et Mohamed Abdi Ali, chauffeur somalien. Le quatrième passager est gravement blessé. Hassan Kafi Hared, journaliste somalien, qui marchait le long de la route, est également tué[123],[124] ;
- en avril 2009, deux médecins de MSF, otages belge et néerlandais, sont libérés en Somalie ;
- le 18 juillet 2013, Montserrat S. et Blanca Th., deux membres de MSF, enlevés au Kenya, sont libérés après 650 jours de détention en Somalie[125] ;
- le 4 juillet 2013, quatre membres de MSF, Philippe B-M, Richard M-M, Romy Y-N et Chantal K. sont enlevés par le groupe FDA (Forces démocratiques alliées) à Kamango (Nord-Kivu, RDC). Le 29 août 2014, Chantal a pu fausser compagnie à ses ravisseurs. En juin 2018, les trois autres ne sont pas encore libres[126] ;
- le bombardement du centre de soins de MSF à Kondôz, en Afghanistan, dans la nuit du 2 au 3 octobre 2015 par l'aviation américaine, a causé 30 morts, dont 13 membres du personnel de MSF ;
- le 19 décembre 2022, un travailleur est enlevé à Gao (Mali) par des hommes armés pendant une intervention[127] ;
- le 18 novembre 2023, un convoi MSF à Gaza est ciblé par des tirs. Deux membres du personnel MSF sont décédées. Tous les éléments pointent vers la responsabilité de l'armée israélienne[128]. En octobre 2024, après un an de guerre dans la bande de Gaza, sept membre de l'ONG ont été tués dans des attaques ou des bombardements[129]. En janvier 2025, le nombre de morts est de neuf[130].
- Le 21 mars 2025, un membre de MSF est tué lors d’un raid israélien à Deir Al-Balah, portant à dix le nombre de membres de l'ONG tués par l'armée israélienne depuis octobre 2023[131].
- Le 1er avril 2025, un membre de MSF âgé de 58 ans est tué, ainsi que sa femme et sa fille, dans une frappe aérienne israélienne sur la bande de Gaza[132].

## Présidents

### MSF France
- Marcel Delcourt (1971-1973)
- Max Récamier (1973-1974)
- Jacques Bérès (1974-1975)
- Max Récamier (1975-1976)
- Bernard Kouchner (1976-1977)
- Jacques Bérès (1977-1978)
- Claude Malhuret (1978-1980)
- Francis Charhon (1980-1982)
- Xavier Emmanuelli (1982)
- Rony Brauman (1982-1994)
- Philippe Biberson (1994-2000)
- Jean-Hervé Bradol (2000-2007)
- Marie-Pierre Allié (2008-2013)
- Mego Terzian (2013-2022)
- Isabelle Defourny (depuis 2022)[133]

### MSF international
- Rony Brauman (02/1991-01/1992)
- Réginald Moreels (01/1992-08/1992)
- Rony Brauman (08/1992-02/1994)
- Jacques De Milliano (02/1994-02/1995)
- Doris Schopper (02/1995-06/1996)
- Philippe Biberson (06/1996-09/1997)
- Doris Schopper (09/1997-06/1998)
- James Orbinski (06/1998-11/2000)
- Morten Rostrup (11/2000-12/2003)
- Rowan Gillies (01/2004-12/2006)
- Christophe Fournier (01/2007-06/2010)
- Unni Karunakara (06/2010-09/2013)
- Joanne Liu (10/2013-10/2019)
- Christos Christou (10/2019-en cours)

## Hommages
Le 18 février 1991, l'administration des PTT émet un timbre postal pour Wallis-et-Futuna dans le cadre du « 20e anniversaire de médecins sans frontières ». La dessinatrice du timbre est Huguette Sainson.
Le prix Nobel de la paix est attribué à l'ONG en 1999.

### Filmographie
- Une goutte dans l'océan, réalisé par Lise Ethier, Office national du film du Canada, 2001, 48 min (DVD)
- L'Aventure MSF, film documentaire en deux volets : 1. De l'utopie à la réalité (1968-1990) ; 2. Les Insoumis (1991-2006), réalisé par Patrick Benquet et Anne Vallaeys, Maha Productions/INA, 2006, 2 x 52 min
- Guerre et santé, réalisé par Olivier Weber, 1996, 52 min, France 5
- Revues des troupes : médecins sans frontières, réalisé par Marco Lamensch et Olivier Lamour, AMIP, Paris, 2007, 51 min (DVD)
- Chirurgie de guerre : médecins sans frontières, réalisé par Marco Lamensch et Olivier Lamour, AMIP, Paris, 2007, 57 min (DVD)
- Living in Emergency: Stories of Doctors Without Borders, réalisé par Mark N. Hopkins, 2008, 97 min (DVD)